# Hrabství Laois
Hrabství Laois (irsky Contae Laoise, anglicky County Laois; označováno také jako Queen's – irsky Contae na Banríona; dříve také psáno jako Laoighis nebo Leix; výslovnost [liːʃ]) je irské hrabství nacházející se ve středu země v bývalé provincii Leinster. Sousedí s hrabstvím Offaly na severu, s hrabstvím Kildare na východě, s hrabstvími Carlow a Kilkenny na jihu a s hrabstvím Tipperary.
Hlavním městem hrabství je Portlaoise. Hrabství má rozlohu 1720 km² a žije v něm přibližně 67 tisíc obyvatel.
Mezi zajímavá místa patří například hrad Rock of Dunamase.
Dvoupísmenná zkratka hrabství, používaná zejména na SPZ, je LS.